# نزدیک (فیلم ۲۰۲۲)
نزدیک (به انگلیسی: Close) یک فیلم درام بلژیکی به زبان فرانسوی محصول سال ۲۰۲۲ به کارگردانی لوکاس دونت بر پایهٔ فیلمنامه‌ای از دونت و آنجلو تیجسن است که پس از نخستین فیلم بلند آنها دختر، دوباره با هم همکار شده‌اند. در این فیلم، ادن دامبرین، گوستاو د وائله، امیلی دوکن و لیا دروکر ایفای نقش می‌کنند.
این فیلم برای نخستین بار در هفتاد و پنجمین دورهٔ جشنواره فیلم کن در ۲۶ مهٔ ۲۰۲۲ نمایش داده شد، جایی که جایزهٔ بزرگ این جشنواره را دریافت کرد علاوه بر آن پس از نمایش در جشنواره فیلم سیدنی در ژوئن ۲۰۲۲ جایزهٔ فیلم سیدنی را دریافت کرد. نزدیک توسط لومیر در بنلوکس، توسط دیافانا دستریبیوشن در فرانسه و توسط ای۲۴ در ایالات متحده منتشر شد.
همچنین این فیلم در نود و پنجمین دوره جوایز اسکار به عنوان نماینده‌ی بلژیک نامزد جایزه اسکار بهترین فیلم بین‌المللی شد.

## داستان
لئو و رمی سیزده ساله تعطیلات تابستانی طولانی را در صمیمیت معصومانه می‌گذرانند، اما در سال تحصیلی، دوستی نزدیک آنها دچار مشکل می‌شود زیرا رابطه آن‌ها توسط همکلاسی‌هایشان قضاوت می‌شود. لئو در واکنش به این نظرات که گاهی توهین آمیز هم هستند، سعی می‌کند از رمی فاصله بگیرد.

## بازیگران
- ادن دامبرین در نقش لئو
- گوستاو د وائله در نقش رمی
- امیلی دوکن در نقش سوفی
- لیا دروکر در نقش ناتالی
- کوین یانسنس در نقش پیتر
- مارک وایس در نقش ایو
- ایگور ون دسل در نقش چارلی
- لئون باتای در نقش باپتیست

## تولید
در ۱۹ دسامبر ۲۰۱۸، اعلام شد که لوکاس دونت در حال ساخت یک فیلم بلند بعدی برای اولین کارگردانی پس از فیلم دختر برنده جایزه جشنواره فیلم کن ۲۰۱۸ است. آنجلو تیجسنز، یکی از نویسندگان و دِرِک ایمپنس، تهیه‌کننده، برای فیلم بدون عنوان آن زمان، دوباره با دونت همکاری کردند، و دونت اظهار داشت که «این متفاوت اما به سبک دختر خواهد بود» و اینکه در مرکز این فیلم «یک شخصیت عجیب و غریب» قرار دارد.
۲۳ ژوئیه ۲۰۲۰ هیچ پیشرفت دیگری در این پروژه گزارش نشد، تا زمانی که اعلام شد که دونت برای دو نقش اصلی مرد در این فیلم که قرار بود توسط بازیگران آماتور ایفا شود، یک فراخوان باز بازیگری ترتیب داده است. علاوه بر این، قرار بود فیلمبرداری از تابستان بعد شروع شود. در ۲۰ اکتبر ۲۰۲۰، اعلام شد که عنوان فیلم «نزدیک» نام خواهد داشت و عامل فروش بین‌المللی مَچ فکتوری به پروژه پیوسته است. مایکل دونت، برادر دونت نیز برای تهیه‌کنندگی این فیلم حضور داشت. در ۲۹ ژوئن ۲۰۲۱، این فیلم در فهرست سالانه یورایمجز برای تأمین مالی تولید مشترک قرار گرفت و صندوق با ۳۰۰٫۰۰۰ یورو از فیلم حمایت کرد.
تصویربرداری اصلی فیلم در ۹ ژوئیه ۲۰۲۱ آغاز شد. همزمان با شروع تولید، همچنین اعلام شد که امیلی دوکن و لیا دروکر برای نقش‌های اصلی انتخاب شدند. دونت در مورد این فیلم گفت:
سه سال پس از سفر طاقت فرسای «دختر»، بازگشت به صحنهٔ فیلمبرداری، با این بازیگران و گروه بسیار با استعداد، فوق‌العاده عالی است، به خصوص که این داستان به قلب من نزدیک است.
در نوشتن این فیلم، دونت از کتاب «اسرار عمیق» اثر روان‌شناس نیوب وی الهام گرفت که مطالعه او در مورد صمیمیت در میان پسران نوجوان را مستند می‌کند. دونت نام این فیلم را برگرفته از «دوستی نزدیک» نامگذاری کرد، اصطلاحی که در کتاب تکرار می‌شود.

## انتشار
نزدیک اولین نمایش جهانی خود را در ۲۶ مه ۲۰۲۲ در رقابت برای نخل طلای هفتاد و پنجمین دورهٔ جشنواره فیلم کن انجام داد، جایی که بعداً جایزه بزرگ جشنواره کن را دریافت کرد. همچنین در مسابقه رسمی جشنواره فیلم سیدنی ۲۰۲۲ شرکت کرد و در آنجا جایزه فیلم سیدنی را نیز از آن خود کرد.
این فیلم توسط لومیر در بنلوکس، توسط دیافانا دستریبیوشن در فرانسه و توسط ای۲۴ در ایالات متحده منتشر خواهد شد.

## بازخورد
در نظرسنجی ایندی‌وایر از ۷۵ منتقد در جشنواره کن، نزدیک به عنوان بهترین فیلم جشنواره انتخاب شد. دونت جایزه بزرگ را با ستاره‌ها هنگام ظهر از کلر دنی به اشتراک گذاشت.
این فیلم در ژوئن ۲۰۲۲ در جشنواره فیلم سیدنی نمایش داده شد؛ هیئت داوران به سرپرستی دیوید ونهام این فیلم را «با تسلط بر خویشتن‌داری، مدیریت ظریف داستان، مشاهدات زیرکانه و توجه دقیق به جزئیات» ستایش کرده و جایزهٔ فیلم سیدنی را به آن اعطا کرد.
| جایزه              | تاریخ مراسم    | رده                               | دریافت‌کننده | نتیجه    | منبع   |
| ------------------ | -------------- | --------------------------------- | ----------- | -------- | ------ |
| جشنواره کن         | ۱۷ مهٔ ۲۰۲۲     | جایزه بزرگ                        | لوکاس دونت  | برنده    | [ ۱۵ ] |
| جشنواره فیلم سیدنی | ۱۹ ژوئن ۲۰۲۲   | جایزهٔ فیلم سیدنی                  | لوکاس دونت  | برنده    | [ ۱۴ ] |
| جوایز گلدن گلوب    | ۱۰ ژانویه ۲۰۲۳ | جایزهٔ بهترین فیلم غیر انگلیسی‌زبان | لوکاس دونت  | نامزدشده | [ ۱۶ ] |
| جوایز اسکار        | ۱۲ مارس ۲۰۲۳   | جایزه اسکار بهترین فیلم بین‌المللی | لوکاس دونت  | نامزدشده | [ ۱۷ ] |